# Mukhtar Bhatti
Mukhtar Bhatti (Gurdaspur, Indija, listopad 1932. - prije 1997.) bio je pakistanski hokejaš na travi. Na hokejaškom turniru na Olimpijskim igrama 1948. u Londonu je igrao za Pakistan,